# Xyletinus
Xyletinus is een geslacht van kevers uit de familie van de klopkevers (Anobiidae).

## Soorten
- Xyletinus ater (Cruetzer in Panzer, 1796)
- Xyletinus balcanicus Gottwald, 1977
- Xyletinus bicolor White, 1977
- Xyletinus brevis (White, 1960)
- Xyletinus bucephaloides Reitter, 1901
- Xyletinus bucephalus Illiger, 1807
- Xyletinus californicus White, 1977
- Xyletinus carinatus White, 1977
- Xyletinus confusus White, 1977
- Xyletinus cylindricus Kofler, 1970
- Xyletinus distinguendus Kofler, 1970
- Xyletinus excellens Kofler, 1970
- Xyletinus fasciatus White, 1962
- Xyletinus fibyensis Lundblad, 1949
- Xyletinus fimicola Wollaston, 1861
- Xyletinus formosus Mannerheim, 1849
- Xyletinus fucatus LeConte, 1865
- Xyletinus gracilipes Fall, 1905
- Xyletinus hanseni Jansson, 1947
- Xyletinus interpositus Gottwald, 1977
- Xyletinus kofleri Gottwald, 1977
- Xyletinus laticollis Duftschmid, 1825
- Xyletinus latiusculus Kofler, 1970
- Xyletinus lecerfi Kocher, 1956
- Xyletinus leprieuri Chobaut, 1894
- Xyletinus longitarsis Jansson, 1942
- Xyletinus lugubris LeConte, 1878
- Xyletinus maculatus Kiesenwetter, 1877
- Xyletinus moraviensis Gottwald, 1977
- Xyletinus muehlei Gottwald, 1983
- Xyletinus obsoletus White, 1973
- Xyletinus ocularis Reitter, 1901
- Xyletinus ornatus Germar, 1844
- Xyletinus pallens (Germar, 1824)
- Xyletinus parvus White, 1977
- Xyletinus pectinatus Fabricius, 1792
- Xyletinus pectiniferus Fairmaire, 1879
- Xyletinus planicollis Lohse, 1957
- Xyletinus pseudoblongulus Gottwald, 1977
- Xyletinus puberulus Boheman, 1858
- Xyletinus pubescens LeConte, 1878
- Xyletinus rotundicollis White, 1977
- Xyletinus ruficollis Gebler, 1833
- Xyletinus sanguineocinctus Fairmaire, 1859
- Xyletinus sareptanus Kiesenwetter, 1877
- Xyletinus semilimbatus Pic, 1899
- Xyletinus sequoiae Van Dyke, 1946
- Xyletinus subrotundatus Lareynie, 1852
- Xyletinus tremulicola Kangas, 1958
- Xyletinus vaederoeensis Lundberg, 1969
- Xyletinus wollastoni Gottwald, 1977